# Reyes de Lidia
Esta página lista los reyes de Lidia, un antiguo reino de la Anatolia occidental. Los griegos en la época de Homero conocían el país como Meonia. Las fuentes antiguas mencionan tres dinastías; la primera es puramente mítica, la segunda es mítica sólo en parte y la tercera es fundamentalmente histórica. La más antigua sería contemporánea del gobernador rebelde Madduwatta y su sucesor Tarhunta-Radu que mencionan las fuentes hititas, pero cualquier identificación entre ambas es pura especulación.

## Dinastía atíada
Los reyes atíados o tantálidos se corresponden con el reino mitológico de Meonia:
- Tmolos, Meon o Manes:[2] hijo de Tántalo de Frigia (¿1579?,[3] 1300 o 1200 a. C.) De Tántalo vendría el nombre de tantálidos, y del propio Manes el del Reino de Meoncia o Maeonia.
- Tántalo de Pisa (1200 a. C.) Fue muerto por el micénico Agamenón.
- Ónfale (1195-1173? a. C.) Esposa de Manes, reinó tras su muerte.
- Atis o Tántalo (¿1190 a. C.?) Según Estrabón reinó a la vez que su padre Tmolos.[4] Del tiempo de Atis dice Heródoto que hubo una gran escasez de alimentos. En esta época tuvo lugar la guerra de Troya, tomando partido por Troya, fue enviado un ejército liderado por Mestles y Ántifo, quienes fueran jefes meonios e hijos de Talémenes.[5] Atis fundó una ciudad llamada Attalida, que terminó de edificar Lido.[6]
- Lido o Broteas (?-1183 a. C.) Hijo de Atis y rey que dio nombre a los lidios,[6] olvidándose a partir de entonces el nombre de Meoncia o Meonia.[6] Se volvió loco y se suicidó quemándose en una pira.

Esta dinastía se engrosa o reduce según las fuentes. Según Lucas Alamán, habría sido de este modo: Manes, Cotis, Atis, Lido, Aquiasmo, Hermón o Adremis, Alcimo, Camblite, Tmolo, Teoquímeno, Marsias, Jardano, Onfalo y Pilemeno.

## Dinastía tilónida (heraclidas)
Según Heródoto, los heraclidas —en griego— o tylónidos —en lidio— (hasta el 687 a. C.) gobernaron durante 22 generaciones, desde el 1185 a. C. y durante 505 años. La dinastía era originaria de Tracia. y según la leyenda eran descendientes de Heracles y de una de sus esposas, Yárdano. Posiblemente se establecieron en la región a raíz de la caída de la civilización micénica, en torno al 1140 a. C. Hasta Candaules todos los gobernantes llevaban en sus insignias una segur de dos filos como marca de su dinastía.
- Heracles (1183 a. C.) Tras derrotar a los troyanos se asienta en Hida. Se casó con Ónfale quien gobernó, quizá como estado vasallo tal y como afirma la mitología griega.
- Agesilas o Alceo (¿1160 a. C.?) Hijo de Heracles y Ónfale.
- Belo (¿1140 a. C.?) Hijo de Alceo.
- Nino (¿1120 a. C.?) Hijo de Belo. Algunos cronistas posteriores enuncian a Alceo, Belo y Nino ya como reyes de Lidia.
- Agrón o Argon (¿1100 a. C.?) Para algunos se trata del primer rey heraclida de Lidia, fuera de las fábulas mitológicas.[9] Según el historiador Fernando Patxot (bajo su pseudónimo Manuel Ortiz de la Vega) fue él quien dio la capitalidad a Sardes.[6]
- (1100-795 a. C.) Las listas de reyes dan un total de 17 vacíos que continuaron la línea dinástica sin interrupción.
- Ardis I o Agrón[10] (795-759 a. C.).
- Aliates I o Alceo[10] (759-745 a. C.).
- Mirso[10] o Meles (745-733 a. C.).
- Candaules o Mírsilo[10] (según los griegos) (733-716 a. C.; o 733-685 a. C.) Gobernó durante 70 años, siendo asesinado por su supuesto amigo Giges, quien le sucedió en el trono.

## Dinastía mérmnada
Según Heródoto, Candaules obligó a su esposa a desnudarse en presencia de Giges, por lo que este, instigado por la mujer, lo mató. De esta manera nació la dinastía de los mermnadas.
- Giges o Guggu (685-644 a. C.) Era hijo de Dascilos, un súbdito de Candaules. Aparece como Gugu de Luddu en las inscripciones asirias y lo fechan entre 687-652 a. C. o 690-657 a. C., según las distintas fuentes. Una vez establecido en el trono consolidó el Reino e hizo de él un poder militar considerable. Algunos textos lo citan como el instaurador de la capitalidad en Sardes. Durante su reinado muchas ciudades lidias fueron saqueadas por los cimerios, que no llegaron a entrar en Sardes. Envió tropas a Egipto para ayudar a Psamético contra los asirios, conquistó gran parte de Anatolia, incluyendo zonas de la Tróade y sometió la ciudad griega de Colofón.[12] Murió en una batalla contra los cimerios, que acosaban Sardes.[13][14] Algunos teólogos relacionan a Giges de Lidia con el bíblico Gog de Magog, mencionado en el Libro de Ezequiel y en el Libro de las Revelaciones.
- Ardis (652-621 a. C.) Continuó la guerra contra los milesios emprendida por Giges y tomó Priene; los cimerios penetraron en la capital, pero no pudieron conquistar su fortaleza.[6]
- Sadiates (621-609 a. C. o 624-610 a. C., según las fuentes) Heródoto escribió que luchó contra Ciáxares, descendiente de Deyoces, y contra los medos; que expulsó a los cimerios de Asia, tomó Esmirna (colonia de Colofón) e invadió las polis griegas de Clazómenas y Mileto.
- Aliates II (609 o 610 a. C[13]-560 a. C.) Recordado como uno de los grandes reyes de Lidia, bajo su mando el país se expandió en todas direcciones. Cuando Ciáxares atacó Lidia, los reyes de Cilicia y Babilonia intervinieron en aras de negociar una paz que se consiguió en el año 585 a. C.[15][14] Los cimerios irrumpen nuevamente en el país tras 80 años de paz,[16] provocando el terror en el centro de Anatolia, pero Aliates los rechaza en el 609 a. C.[17] De esta época data la frontera lidia con el Imperio Medo del río Halis. Heródoto dejó constancia de las luchas entre medos y lidios, y anotó tantas victorias de un bando como del otro. La batalla del Eclipse, 28 de mayo de 585 a. C., fue el final de 50 años de lucha entre ambas potencias, terminando abruptamente con la sorpresa de un eclipse solar total. La paz se selló con la entrega en matrimonio de Arienis, hija de Aliates, a Astiages, hijo de Ciáxares, que más tarde sería el último rey medo.[18] También durante su reinado se conquistó Esmirna y se echó a los escitas del país.[6]
- Creso (560-546 a. C.) La expresión «tan rico como Creso» proviene de este rey, pues se decía que era el hombre más rico del mundo. De su reinado ha llegado hasta nuestros días el «tesoro lidio», una amplia colección de objetos encontrados en la provincia turca de Uşak. En cuanto Creso dispuso del trono tuvo que luchar contra su hermano Pantaleón, quien inició una guerra civil.[12] Logró someter a las ciudades jónicas con excepción de Mileto, llevando a Lidia a su mayor esplendor.[13] Creso admiraba la cultura griega y, además de adoptar muchas de sus costumbres, ayudó a restaurar el templo de Artemisa en Éfeso y donó muchos bienes al templo de Apolo en Delfos.[19] El Imperio Lidio llegó a su final cuando Creso, influido por el Oráculo de Delfos, atacó a los territorios medo-persas de Ciro II.